# Araduenga
Araduenga es una localidad española perteneciente al municipio de Valle de Mena, en la provincia de Burgos.

## Historia
El lugar está documentado como Davaduenga en el apeo de los bienes episcopales del obispado de Burgos en 1515.

## Demografía
| Gráfica de evolución demográfica de Araduenga entre 2000 y 2023 |
|                                                                 |
| Población de derecho según los censos de población del INE.     |